# Francis Leopold McClintock
Pour les articles homonymes, voir McClintock.

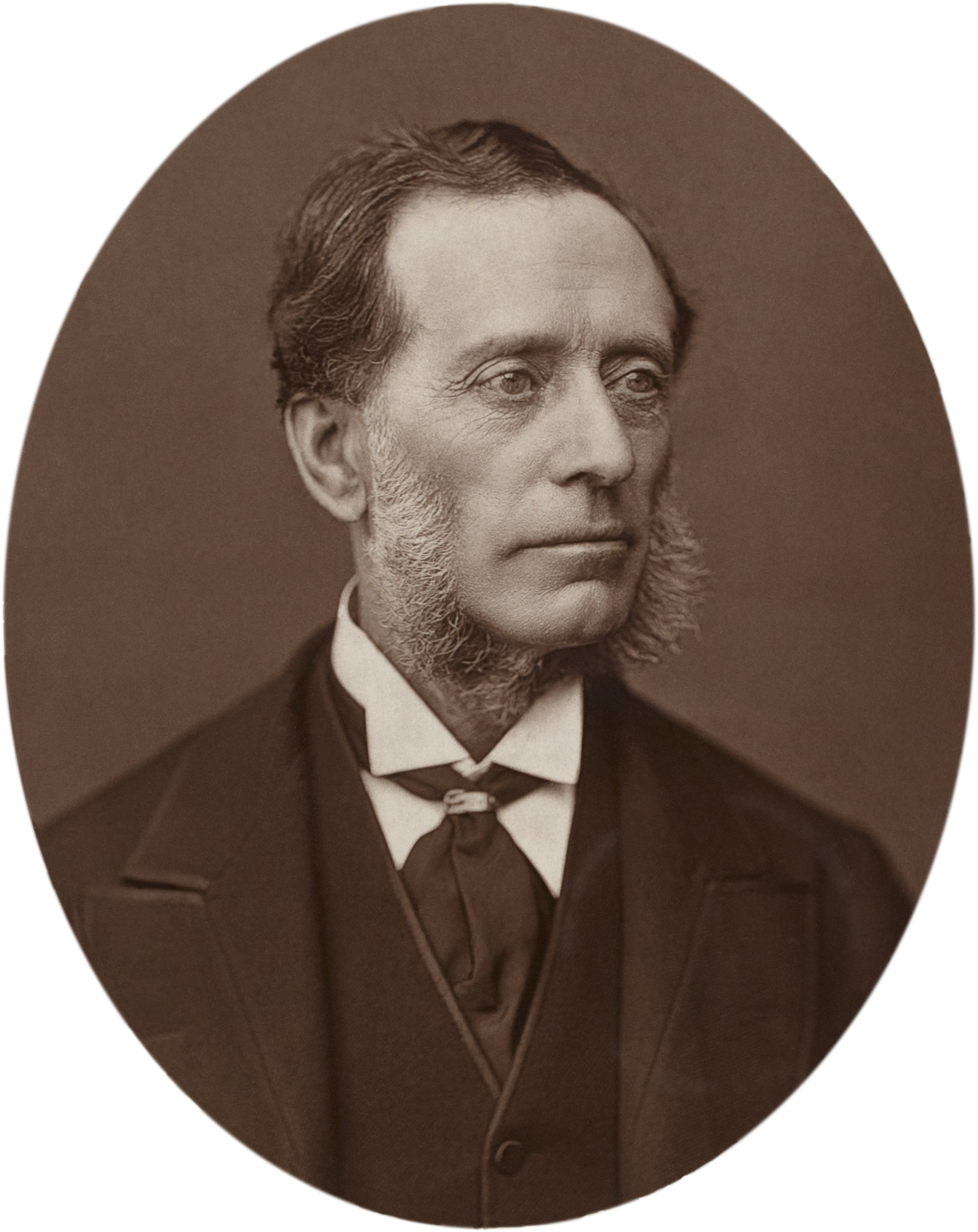
Sir Francis Leopold McClintock, 1875

Francis Leopold McClintock ou Francis Leopold M'Clintock (8 juillet 1819 - 17 novembre 1907) est un explorateur irlandais de la Royal Navy, qui est notamment connu pour ses découvertes dans l'archipel arctique canadien.

## Biographie
Il entre dans la marine à onze ans en 1831 comme volontaire. En 1848, lieutenant, il se joint aux recherches pour trouver l'expédition disparue de John Franklin avec James Clark Ross sur les navires Isabella et Investigator. Ils hivernent au cap Leopold M'Clintock et en mai 1849, avec Ross, McClintock explore, avec un traineau trainé par douze hommes, la côte nord de l'île Somerset jusqu'à 72°38' N. Ils visitent ensuite la côte ouest et aperçoivent la côte est de l'île du Prince-de-Galles. Les explorateurs regagnent les quartiers d'hivernage le 22 juin et reprennent la mer pour l'Angleterre le 28 août.
En 1850, il repart avec l'expédition d'Horatio Austin composée de quatre navires et hiverne à l'île Griffith. Il fait alors partie du vaste programme de recherches. Cent quatre hommes et quatorze traineaux sont équipés le 12 avril 1851. Les équipages sont dirigés par McClintock, Ommaney, Frederick J. Krabbé, Bob Aldrich, Mac Dungall, Osborn et Robert Allen. McClintock commande du 15 avril au 4 juillet le traineau Perseverance et explore le McDougall Sound (en) et les côtes sud de l'île de Byam Martin et de l'île Melville. 
Il rejoint ensuite l'escadre d'Edward Belcher (avril 1852) avec l' Intrepid et accompagne Henry Kellett, qui commande le Resolute, à l'île Melville avec mission de rechercher l' Enterprise de Richard Collinson et l' Investigator de Robert McClure. Kellett et McClintock hivernent alors à Dealy Island (sv) et trouvent une note laissée par Mc Clure à Winter Harbour qui indique la position de son navire en Mercy Bay sur l'île de Banks. 
Du 4 avril 1853 au 18 mai, McClintock traverse sur le traineau Star of the North l'île Melville, entre en Hecla and Griper Bay (en), passe le Fitzwilliam Strait (en) et établit le relevé de l'île du Prince-Patrick et de la côte nord de l'île Eglinton. Il hiverne ensuite à l'île Bathurst. En août 1854, Belcher décide du retour en Angleterre de toute l'escadre malgré la désapprobation de Mc Clure et de Kellett.
Lady Franklin qui se heurte au refus de l'Amirauté d'organiser une nouvelle expédition, décide de faire alors armer à ses frais le Fox et en confie le commandement à McClintock qui refuse absolument d'être rétribué pour cette aventure. Le Fox part d'Aberdeen en juillet 1857 avec vingt-neuf hommes et gagne Upernavik où McClintock engage deux conducteurs de traineaux inuit avec leurs chiens. Le navire est bloqué par les glaces le 18 août entre la baie de Melville et le détroit de Lancaster et hiverne dans des conditions difficiles avant d'être libéré le 25 avril 1858 par 68° 30' N. En juin, McClintock prend la direction de la baie de Melville, double le cap York et atteint Pond Inlet le 27 juillet où il obtient des renseignements sur des naufrages. Il gagne l'île Beechey le 11 août et y dépose une plaque commémorative en hommage à John Franklin et à Joseph-René Bellot. Le Fox tente ensuite de franchir le détroit de Peel et se dirige vers le détroit de Bellot qu'il traverse. McClintock décide alors d'hiverner à Port Kennedy, à l'entrée est du détroit. 
Le 17 février 1859, il organise une expédition en traineau au cap Victoria sur la côte ouest de la péninsule Boothia qu'il atteint le 28 février. Une tribu inuite lui donne alors d'importants renseignements sur les malheurs des survivants de l'expédition Franklin. Il apprend que le navire de Franklin, avait été bloqué par les glaces et que ses occupants l'ont abandonné vers l'île du Roi-Guillaume, que ceux-ci ont tenté de rejoindre la rivière de Back mais qu'ils sont tous morts, un à un, d’épuisement durant le périple. Des objets sont alors confiés à McClintock par les Inuits. 
McClintock décide alors de partir explorer l'île du Roi-Guillaume et l'embouchure de la rivière de Back. Avec trois traineaux, il part le 2 avril pour la côte est de l'île. Il obtient un autre témoignage disant qu'un second navire avait été aperçu près de l'île du Roi-Guillaume et qu'il avait été jeté à la côte. McClintock organise alors deux expéditions en traineau et confie la deuxième à William Robert Hobson qui part pour le nord et l'ouest de l'île du Roi-Guillaume tandis que lui part explorer la côte est de l'île et le sud. Le 8 mai, il arrive au cap Norton où des Inuits lui cèdent d'autres objets de l'expédition Franklin et lui donnent de nombreux autres renseignements. Il obtient confirmation que de nombreux cadavres ont jonché le chemin menant vers la rivière de Back. 
McClintock explore la presqu'île Adélaïde, rejoint la Ogle Point (ceb), visite l'île Montréal et le golfe de Barrow et, le 24 mai, trouve un squelette près du cap Hershell. Enfin dans un canot, il découvre deux cadavres avec leurs fusils, des couverts, des munitions et des vivres. Il rentre alors le 19 juin à la baie Kennedy. De son côte Hobson a découvert un cairn, une petite tente et des vêtements et surtout, dans une boîte en fer blanc, le célèbre message des lieutenants Graham Gore et Charles Des Vœux qui révèlent ce qui s'est passé. Le 28 mai 1847, tout allait encore bien. Les navires étaient bloqués dans les glaces depuis le 12 septembre 1846 pour le second hivernage. Mais, toujours bloqué le 22 avril 1848, ils avaient été abandonné. John Franklin était alors mort depuis le 11 juin 1847 et à la date du 22 avril 1848, c'étaient déjà neuf officiers et quinze hommes qui avaient trouvé la mort. Cent-cinq survivants commandés par Francis Crozier avaient alors pris la route. 
Le 9 août, McClintock quitte l'île du Roi-Guillaume, riche de ses très nombreuses trouvailles concernant le drame de l'expédition Franklin. Il voyagera encore au Groenland en 1860 sur le Bulldog pour le compte de la North Atlantic Telegraph Company, y effectue des sondages et devant l'épaisseur du pack, décide de faire demi-tour au cap Valloe. 
Rear admiral, anobli par la reine, il prend part en 1875 à l'organisation de l'expédition Nares puis en 1904 à celle de Scott. Il avait alors quitté la marine depuis 1884.

## Publications
- Voyage of the Fox in the Arctic Seas..., Londres, John Murray, 1859